# Schweizer Parlamentswahlen 1902
Die Schweizer Parlamentswahlen 1902 fanden am 26. Oktober 1902 statt. Zur Wahl standen 167 Sitze des Nationalrates (20 mehr als zuvor). Die Wahlen wurden nach dem Majorzwahlrecht vorgenommen, wobei das Land in 49 unterschiedlich grosse Nationalratswahlkreise unterteilt war. Von der Erhöhung der Mandatszahl profitierte insbesondere die Freisinnig-Demokratische Partei (FDP), die ihre dominierende Stellung weiter ausbauen konnte und erstmals mehr als die Hälfte aller Wähler auf sich vereinigte. Das neu gewählte Parlament trat in der 19. Legislaturperiode erstmals am 1. Dezember 1902 zusammen.

## Neueinteilung der Wahlkreise

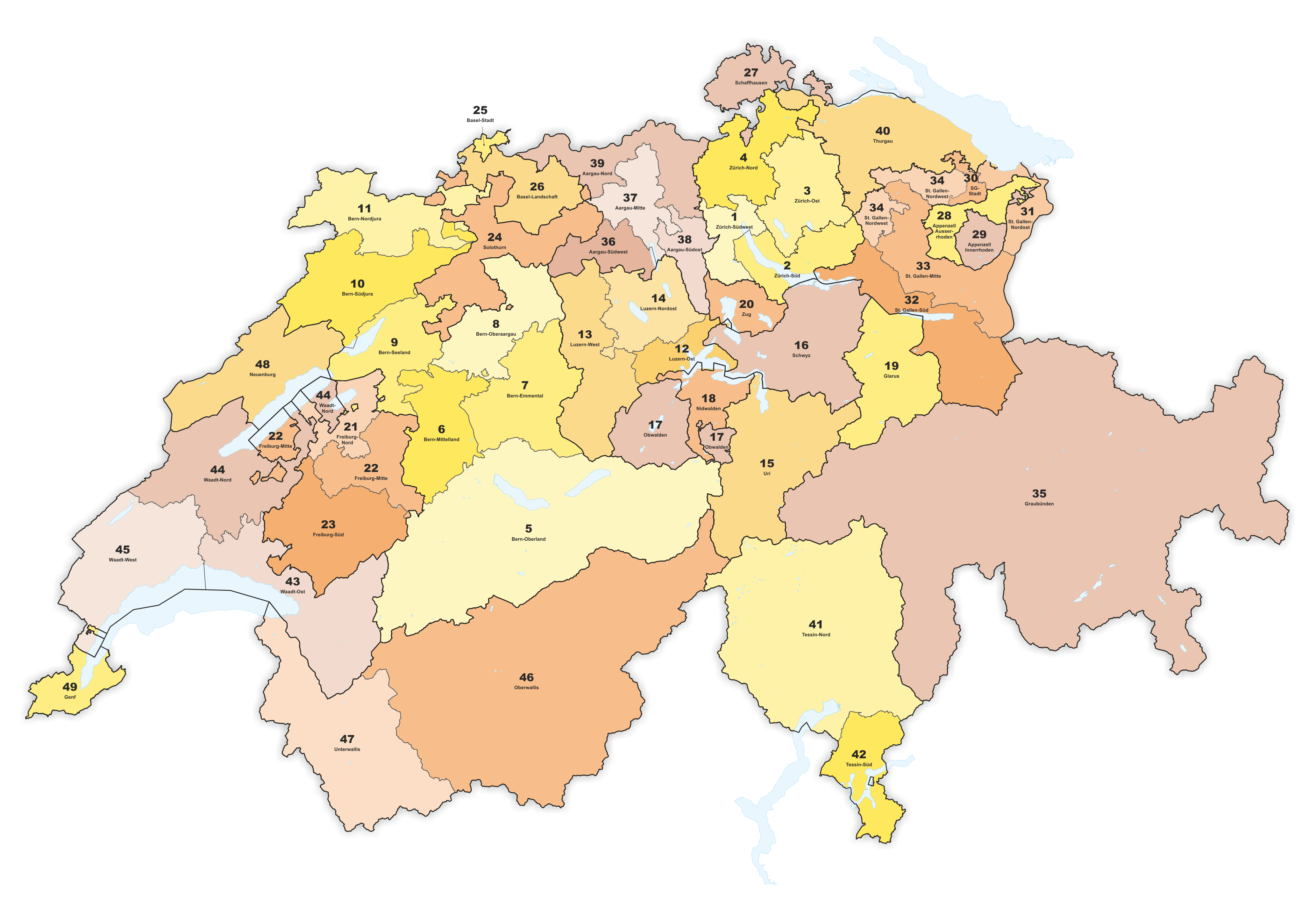
Neueinteilung der Nationalratswahlkreise

Aufgrund der Ergebnisse der Volkszählung von 1900 war von Gesetzes wegen eine Neueinteilung der Wahlkreise fällig. Gemäss dem im Jahr 1848 festgelegten Grundsatz, dass ein Nationalrat 20'000 Seelen (Einwohner) oder einen Bruchteil von über 10'000 Seelen vertreten müsse, erhöhte sich die Gesamtzahl der Sitze von 147 auf 167 (was insbesondere auf die stark angestiegene Zuwanderung von Ausländern zurückzuführen war). Von den 20 zusätzlichen Mandaten entfielen fünf auf den Kanton Zürich, je zwei auf die Kantone Basel-Stadt, Bern, Genf, St. Gallen und Waadt sowie je eines auf die Kantone Neuenburg, Solothurn, Tessin, Thurgau und Wallis. Die einst wichtige «Optimalgrösse» von vier Sitzen je Wahlkreis verlor immer mehr an Bedeutung. So gab es um die Stadt Zürich erstmals einen Neunerwahlkreis, in den Kantonen Genf und Waadt einen Siebnerwahlkreis.
Am 4. November 1900 war eine Volksinitiative, welche die Einführung des Proporzwahlrechts gefordert hatte, mit 59,1 % der Stimmen abgelehnt worden. Die FDP hatte mit Erfolg argumentiert, der «freiwillige Proporz» (eine Mehrheitspartei überlässt in einem Wahlkreis der Opposition freiwillig einen oder mehrere Sitze) sei bedeutend wirkungsvoller, um das angestrebte Ziel des Minderheitenschutzes zu erreichen. Dabei war die Minderheit jedoch gänzlich auf den guten Willen der Mehrheit angewiesen, auch hielten sich die Freisinnigen in manchen Fällen nicht an dieses Versprechen. Eine ungleichmässige Bevölkerungsentwicklung machte in mehreren Kantonen eine Anpassung der Wahlkreisgrenzen notwendig. Dabei berücksichtigte der Bundesrat in seinem Gesetzesentwurf in mehreren Fällen die Wünsche freisinnig dominierter Kantonsregierungen. Auf diese Weise wurden im Kanton Zürich vor allem die Sozialdemokraten benachteiligt, im Kanton Luzern die Katholisch-Konservativen. Da im Kanton Tessin der freiwillige Proporz funktionierte, war die Vergrösserung des südlichen Wahlkreises zulasten des nördlichen unumstritten, ebenso eine geringfügige Anpassung im Kanton St. Gallen. Im Kanton Wallis legte man zwei konservative Wahlkreise zusammen, im Kanton Graubünden trat an die Stelle der drei bisherigen Wahlkreise noch ein einziger. Da keine bestehenden Wahlkreise aufgeteilt wurden, verringerte sich ihre Anzahl von 52 auf 49.
Mit der Zustimmung von National- und Ständerat trat das «Bundesgesetz betreffend die Nationalratswahlkreise» am 4. Juni 1902 in Kraft. Katholisch-konservative Kreise aus dem Kanton Luzern wollten das neue Gesetz mit einem Referendum zu Fall bringen, brachten aber die notwendige Anzahl Unterschriften nicht zusammen. Als Reaktion auf das Volkszählungsergebnis von 1900, das vor allem urban geprägten Kantonen Sitzgewinne bescherte, wurde eine Volksinitiative «für die Wahl des Nationalrates aufgrund der Schweizer Wohnbevölkerung» eingereicht. Sie forderte, bei der Sitzzuteilung ausschliesslich Schweizer Staatsbürger zu berücksichtigen; davon hätten insbesondere ländliche, konservative Kantone profitiert, Die Initiative nahm insbesondere die Sozialdemokraten als Interessenvertreter ausländischer Arbeiter ins Visier, weshalb sie gewisse fremdenfeindliche Züge aufwies. Sie wurde am 25. Oktober 1903 mit 75,6 % der Stimmen klar abgelehnt.

## Wahlkampf
Die politischen Parteien wurden immer deutlicher von wirtschaftlichen Interessen überlagert. Angesichts bevorstehender Zollvertragsverhandlungen mit verschiedenen Staaten strebten vor allem die Bauern danach, ihren bisher geringen politischen Einfluss zu vergrössern. Der Schweizerische Bauernverband unterstützte aktiv Kandidaten verschiedener Parteien, die sich für eine landwirtschaftsfreundliche Ausgestaltung der Zolltarife einsetzten oder dem Bauernstand sonst wie verbunden waren. Unter dem Einfluss von Bauernverbandsdirektor Ernst Laur hatte sich in den Räten eine schutz- und kampfzollfreundliche Mehrheitsfront gebildet, zu der auch Vertreter von Industrie und Gewerbe gehörten. Nur drei Wochen vor den Wahlen stimmte die Bundesversammlung dem neuen Zolltarif zu. Dies rief umgehend den heftigen Widerstand einer breiten Interessenkoalition hervor, die eine allgemeine Verteuerung des Preisniveaus befürchtete. Zur «Liga gegen den neuen Zolltarif», die Unterschriften für ein Referendum zu sammeln begann, schlossen sich höchst unterschiedliche Gruppierungen wie die Sozialdemokraten, die Konsumvereine, der Städteverband sowie Vertreter des Tourismus und exportorientierter Wirtschaftszweige zusammen.
Die staatstragende FDP verlor allmählich ihren progressiven Schwung und wandelte sich zu einer Partei des Bewahrens und Erhaltens. Ihrer Ansicht nach seien die Freisinnigen am besten dazu geeignet, das Staatssteuer zu führen, da die politischen Gegner keine brauchbaren Alternativen zu bieten hätten. Von links und rechts gab es Widerspruch zu dieser Einschätzung. Die Linke warf dem Freisinn vor, den ausländischen Militarismus nachzuäffen und die Armee vom Volk zu entfremden. Die katholische Zeitung Vaterland wiederum bezeichneten den Freisinn als «unbestimmtes Etwas ohne tieferen geistig-sittlichen Gehalt und Rückgrat». Beeindruckt von den zunehmend selbstbewusster auftretenden Bauern strebte auch die Arbeiterbewegung nach einer strafferen Organisation. In der so genannten «Solothurner Hochzeit» im September 1901 fusionierte der Grütliverein mit den Sozialdemokraten. Verschiedene Streiks vor den Wahlen führten zum Vorwurf, die Sozialdemokratie stecke mit dem internationalen Anarchismus unter einer Decke. Besonders heftige Auseinandersetzungen verursachte ein Generalstreik in Genf, der im Oktober 1902 mit einem massiven Truppenaufgebot aufgelöst wurde. Die Katholisch-Konservativen waren aufgrund ihrer inneren Zerrissenheit weiterhin kaum im Wahlkampf wahrnehmbar.
Während der 18. Legislaturperiode hatte es aufgrund von Vakanzen 20 Ersatzwahlen in 17 Wahlkreisen gegeben, dabei kam es nur zu geringen Sitzverschiebungen. 1902 gab es insgesamt 58 Wahlgänge (fünf weniger als drei Jahre zuvor). In 40 von 49 Wahlkreisen waren die Wahlen bereits nach dem ersten Wahlgang entschieden. Mit dem letzten Wahlgang am 13. November 1902 war der Nationalrat komplett. Die Wahlbeteiligung stieg im Vergleich zu 1899 um 2,3 Prozentpunkte. Den höchsten Wert wies üblich der Kanton Schaffhausen auf, wo aufgrund der dort geltenden Wahlpflicht 85,8 % ihre Stimme abgaben. Über 80 % Beteiligung verzeichnete sonst nur der Kanton St. Gallen. Am tiefsten war die Beteiligung im Kanton Obwalden, wo nur 21,4 % an den Wahlen teilnahmen. Eindeutige Wahlsiegerin war die FDP, die 16 Sitzgewinne verbuchen konnte und am meisten von der Erhöhung der Sitzzahl profitierte. Erstmals überhaupt erreichte sie nicht nur bei der Anzahl Sitze die absolute Mehrheit, sondern auch beim Wähleranteil. Leicht zulegen konnten die Katholisch-Konservativen und die Sozialdemokraten, während die Demokraten als einzige Partei Sitze einbüssten. Erstmals im Nationalrat vertreten war die Bernische Volkspartei mit Ulrich Dürrenmatt.

## Ergebnis der Nationalratswahlen

### Gesamtergebnis
Von 760'252 volljährigen männlichen Wahlberechtigten nahmen 431'670 an den Wahlen teil, was einer Wahlbeteiligung von 56,8 % entspricht.
Die 167 Sitze im Nationalrat verteilten sich wie folgt:
- SP: 7
- DL: 4
- FDP: 100
- LM: 20
- KK: 35
- BVP: 1

| \| Partei \| Sitze 1899 \| vor Auf- lösung \| Sitze 1902 \| +/− \| Wähler- anteil \| +/− \| \| ------------- \| ---------- \| --------------- \| ---------- \| --- \| -------------- \| ------ \| \| FDP \| 84 \| 86 \| 100 \| +16 \| 50,4 % \| +0,7 % \| \| KK \| 32 \| 32 \| 35 \| +03 \| 23,1 % \| +2,3 % \| \| LM \| 20 \| 19 \| 20 \| ±0 \| 08,6 % \| −5,5 % \| \| SP \| 4 \| 3 \| 7 \| +03 \| 12,6 % \| +3,0 % \| \| DL \| 7 \| 6 \| 4 \| −03 \| 03,7 % \| −1,2 % \| \| kl. Parteien* \| – \| 1 \| 1 \| +01 \| 01,1 % \| +1,1 % \| \| Diverse \| – \| – \| – \| – \| 00,5 % \| −0,4 % \| * 1 Sitz für die BVP | - FDP = Freisinnig-Demokratische Partei - LM = Liberale Mitte (Liberale, Liberaldemokraten) - KK = Katholisch-Konservative - DL = Demokratische Linke (sozialpolitische Gruppe, Demokratische Partei) - SP = Sozialdemokratische Partei - BVP = Bernische Volkspartei (Ulrich Dürrenmatt) |                 |            |     |                |        |
| Partei | Sitze 1899 | vor Auf- lösung | Sitze 1902 | +/− | Wähler- anteil | +/−    |
| FDP | 84 | 86              | 100        | +16 | 50,4 %         | +0,7 % |
| KK | 32 | 32              | 35         | +03 | 23,1 %         | +2,3 % |
| LM | 20 | 19              | 20         | ±0  | 08,6 %         | −5,5 % |
| SP | 4 | 3               | 7          | +03 | 12,6 %         | +3,0 % |
| DL | 7 | 6               | 4          | −03 | 03,7 %         | −1,2 % |
| kl. Parteien* | – | 1               | 1          | +01 | 01,1 %         | +1,1 % |
| Diverse | – | –               | –          | –   | 00,5 %         | −0,4 % |

Hinweis: Eine Zuordnung von Kandidaten zu Parteien und politischen Gruppierungen ist nur bedingt möglich (mit Ausnahme der Freisinnigen und Sozialdemokraten). Der politischen Wirklichkeit des frühen 20. Jahrhunderts entsprechend kann man eher von Parteiströmungen oder -richtungen sprechen, deren Grenzen teilweise fliessend sind. Die verwendeten Parteibezeichnungen sind daher eine ideologische Einschätzung.

### Ergebnisse in den Kantonen
Die nachfolgende Tabelle zeigt die Verteilung der errungenen Sitze auf die Kantone.
| Kanton                 | Sitze total | Wahl- kreise | Betei- ligung | FDP | FDP | KK | KK | LM | LM | SP | SP | DL | DL | BVP | BVP |
| ---------------------- | ----------- | ------------ | ------------- | --- | --- | -- | -- | -- | -- | -- | -- | -- | -- | --- | --- |
| Aargau                 | 10          | 4            | 79,3 %        | 7   |     | 2  | +1 | 1  | −1 |    |    |    |    |     |     |
| Appenzell Ausserrhoden | 3           | 1            | 68,7 %        | 3   |     |    |    |    |    |    |    |    |    |     |     |
| Appenzell Innerrhoden  | 1           | 1            | 79,6 %        |     |     |    |    | 1  |    |    |    |    |    |     |     |
| Basel-Landschaft       | 3           | 1            | 27,2 %        | 2   |     |    |    |    |    | 1  |    |    |    |     |     |
| Basel-Stadt            | 6           | 1            | 49,2 %        | 3   | +2  |    |    | 2  |    | 1  |    |    |    |     |     |
| Bern                   | 29          | 7            | 49,9 %        | 24  |     | 2  | +1 | 2  |    |    |    |    |    | 1   | +1  |
| Freiburg               | 6           | 3            | 37,8 %        | 1   |     | 5  |    |    |    |    |    |    |    |     |     |
| Genf                   | 7           | 1            | 60,1 %        | 2   | −1  | 1  | +1 | 4  | +3 | −  | −1 |    |    |     |     |
| Glarus                 | 2           | 1            | 57,8 %        | 1   |     |    |    |    |    |    |    | 1  |    |     |     |
| Graubünden             | 5           | 1            | 64,3 %        | 3   | +2  | 1  |    | 1  | −1 |    |    | −  | −1 |     |     |
| Luzern                 | 7           | 3            | 46,6 %        | 3   | +1  | 4  | −1 |    |    |    |    |    |    |     |     |
| Neuenburg              | 6           | 1            | 58,6 %        | 5   | +1  |    |    | 1  |    |    |    |    |    |     |     |
| Nidwalden              | 1           | 1            | 29,1 %        |     |     | 1  |    |    |    |    |    |    |    |     |     |
| Obwalden               | 1           | 1            | 21,4 %        |     |     | 1  |    |    |    |    |    |    |    |     |     |
| Schaffhausen           | 2           | 1            | 85,8 %        | 2   |     |    |    |    |    |    |    |    |    |     |     |
| Schwyz                 | 3           | 1            | 25,3 %        |     |     | 3  |    |    |    |    |    |    |    |     |     |
| Solothurn              | 5           | 1            | 73,7 %        | 4   | +1  | 1  |    |    |    |    |    |    |    |     |     |
| St. Gallen             | 13          | 5            | 82,4 %        | 4   | +1  | 6  |    |    |    | 2  | +2 | 1  | −1 |     |     |
| Tessin                 | 7           | 2            | 44,9 %        | 5   | +1  | 2  |    |    |    |    |    |    |    |     |     |
| Thurgau                | 6           | 1            | 79,4 %        | 5   | +1  |    |    |    |    |    |    | 1  |    |     |     |
| Uri                    | 1           | 1            | 42,6 %        |     |     | 1  |    |    |    |    |    |    |    |     |     |
| Waadt                  | 14          | 3            | 41,8 %        | 10  | +1  |    |    | 4  | +1 |    |    |    |    |     |     |
| Wallis                 | 6           | 2            | 47,6 %        | 1   |     | 5  | +1 |    |    |    |    |    |    |     |     |
| Zug                    | 1           | 1            | 24,1 %        | 1   |     |    |    |    |    |    |    |    |    |     |     |
| Zürich                 | 22          | 4            | 64,7 %        | 14  | +6  |    |    | 4  | −2 | 3  | +2 | 1  | −1 |     |     |
| Schweiz                | 167         | 49           | 56,8 %        | 100 | +16 | 35 | +3 | 20 | ±0 | 7  | +3 | 4  | −3 | 1   | +1  |

## Ständeratswahlen
Die Wahlberechtigten konnten die Mitglieder des Ständerates in 16 Kantonen selbst bestimmen: In den Kantonen Basel-Landschaft, Basel-Stadt, Genf, Graubünden, Schwyz, Solothurn, Tessin, Thurgau, Zug und Zürich an der Wahlurne, in den Kantonen Appenzell Ausserrhoden, Appenzell Innerrhoden, Glarus, Nidwalden, Obwalden und Uri an der Landsgemeinde. In allen anderen Kantonen erfolgte die Wahl indirekt durch die jeweiligen Kantonsparlamente. In vielen Kantonen fanden die Ständeratswahlen damals zudem nicht gleichzeitig mit den Nationalratswahlen statt.

### Sitzverteilung
Die Sitzverteilung im Ständerat sah wie folgt aus:
- DL: 1
- FDP: 26
- LM: 1
- KK: 16

| Partei | Wahlen 1902 | Wahlen 1899 |
| ------ | ----------- | ----------- |
| FDP    | 26          | 26          |
| KK     | 16          | 16          |
| LM     | 1           | 1           |
| DL     | 1           | 1           |

### Gewählte Ständeräte
| Kanton                 | 1. Ständeratssitz                | 2. Ständeratssitz         |
| ---------------------- | -------------------------------- | ------------------------- |
| Aargau                 | Peter Emil Isler, FDP            | Armin Kellersberger, FDP  |
| Appenzell Ausserrhoden | Johann Jakob Hohl, FDP           | nur 1 Sitz                |
| Appenzell Innerrhoden  | Johann Baptist Edmund Dähler, KK | nur 1 Sitz                |
| Basel-Landschaft       | Johann Jakob Stutz, FDP          | nur 1 Sitz                |
| Basel-Stadt            | Paul Scherrer, FDP               | nur 1 Sitz                |
| Bern                   | Johannes Ritschard, FDP          | Franz Bigler, FDP         |
| Freiburg               | Georges Python, KK               | Louis Cardinaux, KK       |
| Genf                   | Adrien Lachenal, FDP             | Marc-Eugène Richard, LM   |
| Glarus                 | Leonhard Blumer, DL              | Peter Zweifel, FDP        |
| Graubünden             | Felix Calonder, FDP              | Franz Peterelli, KK       |
| Luzern                 | Edmund von Schumacher, KK        | Josef Winiger, KK         |
| Neuenburg              | Jean-Édouard Berthoud, FDP       | Arnold Robert-Tissot, FDP |
| Nidwalden              | Jakob Konstantin Wyrsch, KK      | nur 1 Sitz                |
| Obwalden               | Adalbert Wirz, KK                | nur 1 Sitz                |
| Schaffhausen           | Albert Ammann, FDP               | Johannes Müller, FDP      |
| Schwyz                 | Karl Kümin, KK                   | Karl Reichlin, KK         |
| Solothurn              | Casimir von Arx, FDP             | Oskar Munzinger, FDP      |
| St. Gallen             | Johannes Geel, FDP               | Arthur Hoffmann, FDP      |
| Tessin                 | Rinaldo Simen, FDP               | Antonio Battaglini, FDP   |
| Thurgau                | Johann Georg Leumann, FDP        | Jakob Albert Scherb, FDP  |
| Uri                    | Josef Furrer, KK                 | Florian Lusser, KK        |
| Waadt                  | Adolphe Jordan, FDP              | Henri Simon, FDP          |
| Wallis                 | Jean-Marie de Chastonay, KK      | Laurent Rey, KK           |
| Zug                    | Philipp Meyer, KK                | Josef Hildebrand, KK      |
| Zürich                 | Johannes Stössel, FDP            | Paul Usteri, FDP          |